# سوریه بعثی
سوریه بعثی (به عربی: سوريا البعثية)، با نام رسمی جمهوری عربی سوریه، حکومت سوریه بین ۱۹۶۳ تا ۲۰۲۴ تحت حاکمیت حزب بعث بود که از ۱۹۷۱ تا زمان فروپاشی آن، خانواده اسد بر آن حاکم بود و به همین دلیل معمولاً به عنوان رژیم اسد شناخته می‌شد.
این حکومت پس از کودتای ۱۹۶۳ سوریه به وجود آمد و توسط افسران نظامی علوی، رهبری می‌شد. رئیس‌جمهور، صلاح جدید، توسط حافظ اسد، در انقلاب اصلاحی ۱۹۷۰، سرنگون شد. مقاومت در برابر حکومت اسد نیز منجر به کشتار ۱۹۸۲ حماة شد. حافظ اسد در سال ۲۰۰۰ درگذشت و پسرش بشار اسد، جانشین وی گردید. اعتراضات علیه حکومت بعث در سال ۲۰۱۱ در بهار عربی، منجر به جنگ داخلی سوریه شد که در نهایت در دسامبر ۲۰۲۴، با مجموعه‌ای از حملات گروه‌های شورشی در سراسر سوریه، منجر به سقوط رژیم اسد شد.